# Mycetophila media
Mycetophila media är en tvåvingeart som beskrevs av Tonnoir och Edwards 1927. Mycetophila media ingår i släktet Mycetophila och familjen svampmyggor. Inga underarter finns listade i Catalogue of Life.